# ليلاند هوبز
ليلاند هوبز (بالإنجليزية: Leland Hobbs)‏ هو عسكري أمريكي، ولد في 4 فبراير 1892 في غلوستر في الولايات المتحدة، وتوفي في 6 مارس 1966 في واشنطن العاصمة في الولايات المتحدة.

## معرض صور

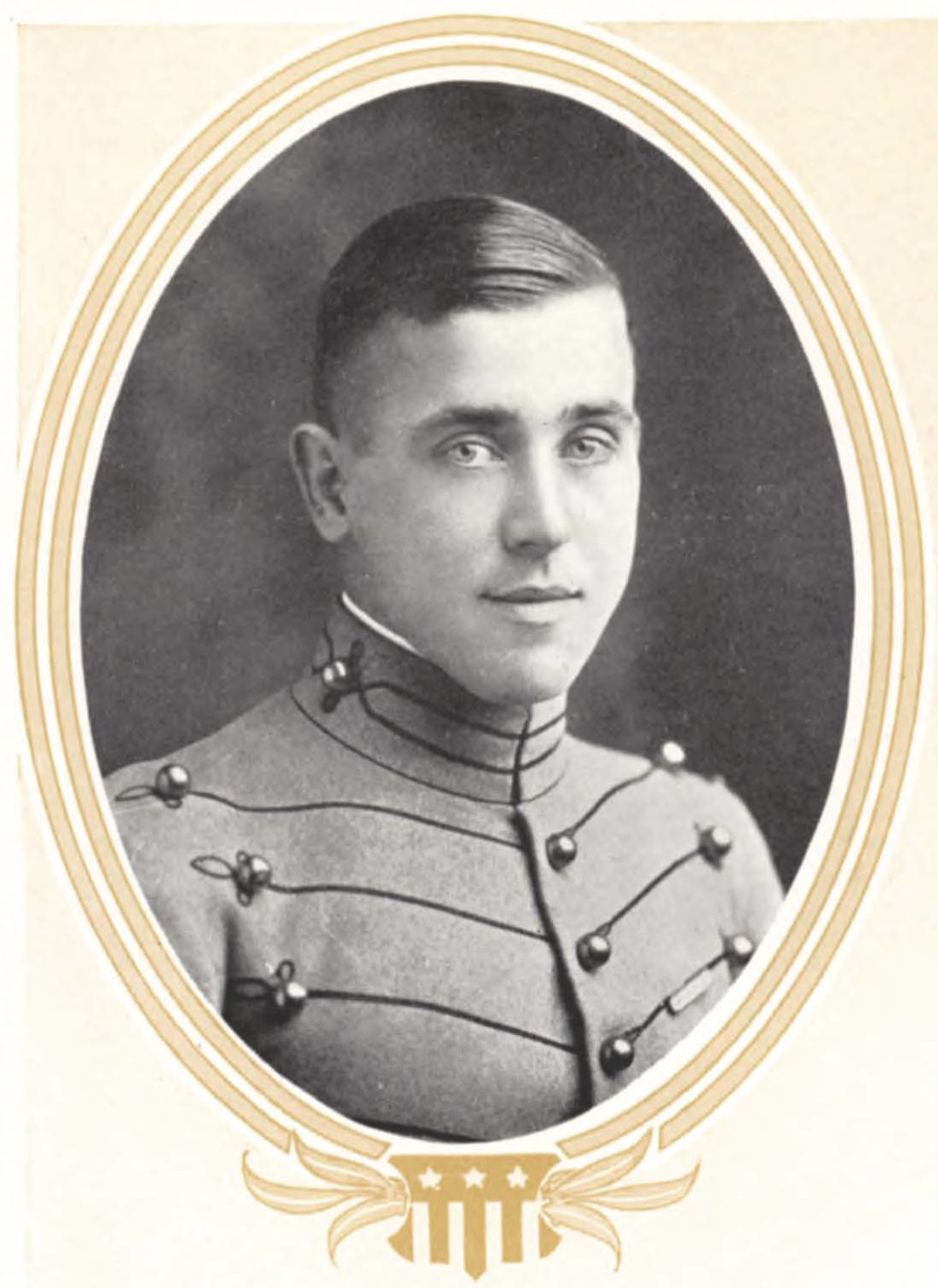
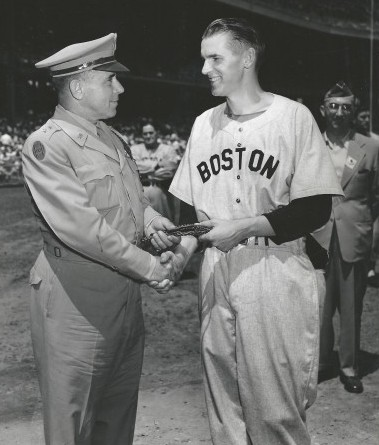
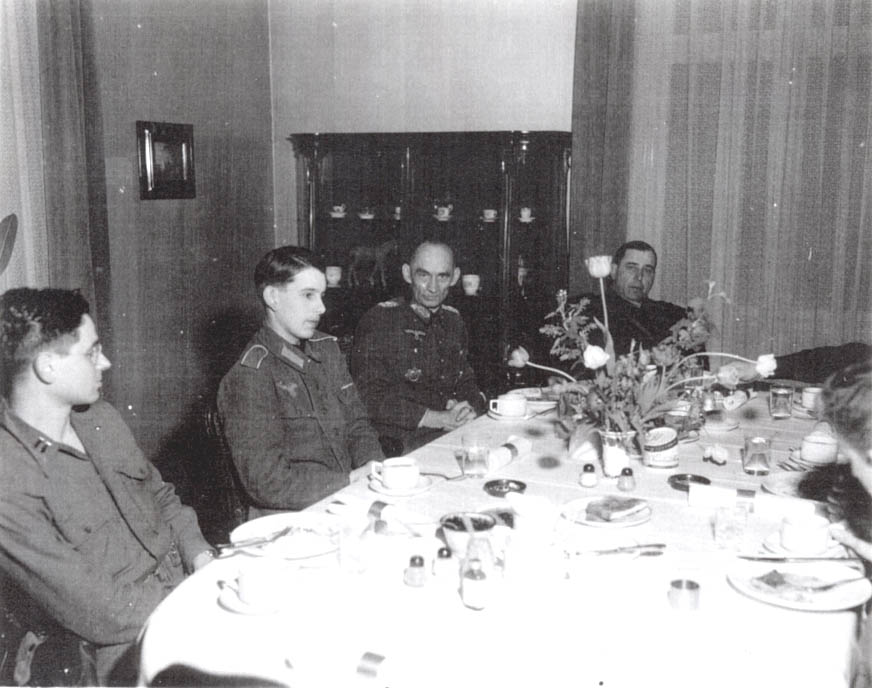
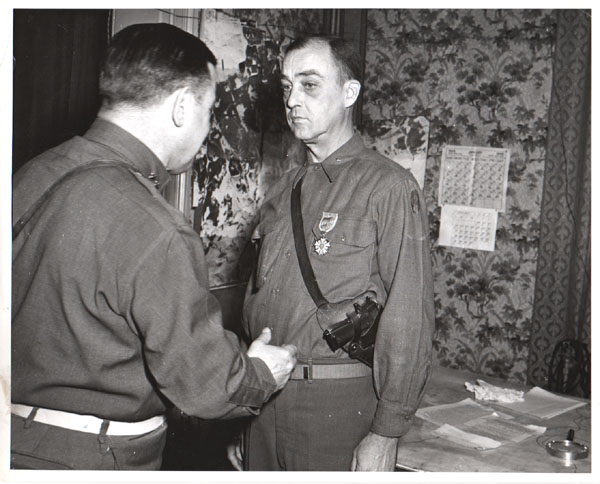